# Dacono
Dacono är en stad (city) i Weld County i Colorado. Vid 2010 års folkräkning hade Dacono 4 152 invånare.